# Tanaecia stoliczkana
Tanaecia stoliczkana är en fjärilsart som beskrevs av William Lucas Distant 1883. Tanaecia stoliczkana ingår i släktet Tanaecia och familjen praktfjärilar. Inga underarter finns listade i Catalogue of Life.